# Tensor

El tensor de tensiones de Cauchy de segundo orden describe las fuerzas de tensión experimentadas por un material en un punto dado. El producto del tensor de tensiones y el vector unidad, que apunta en una determinada dirección, es un vector que describe las fuerzas de tensión experimentadas por el material en el punto descrito por el tensor de tensiones, en un plano perpendicular a.
La imagen muestra los vectores de tensiones a lo largo de tres direcciones perpendiculares, cada una de ellas representada por una cara del cubo. Dado que el tensor de tensiones describe una aplicación que toma un vector como entrada, y provee un vector como resultado, es que es un tensor de segundo orden.

En matemáticas, un tensor es un objeto algebraico que describe una relación multilineal entre conjuntos de objetos algebraicos relacionados con un espacio vectorial. Entre los objetos que los tensores pueden representar se incluyen vectores y escalares, e incluso otros tensores. Hay muchos tipos de tensores, incluidos escalares y vectores (que son los tensores más simples), vectores duales, aplicaciones multilineales entre espacios vectoriales e incluso algunas operaciones como el producto escalar. Los tensores se definen independientemente de cualquier base, aunque a menudo se hace referencia a ellos por sus componentes en una base relacionada con un sistema de coordenadas particular.
Los tensores se han vuelto importantes en física porque proporcionan un marco matemático conciso para formular y resolver problemas de física en áreas como la mecánica (tensión, elasticidad, mecánica de fluidos, momento de inercia entre otros), electrodinámica (tensor electromagnético, tensor de Maxwell, permitividad, susceptibilidad magnética), o relatividad general (tensor tensión-energía, tensor de curvatura,...) y otros. En las aplicaciones, es común estudiar situaciones en las que puede ocurrir un tensor diferente en cada punto de un objeto; por ejemplo, la tensión dentro de un objeto puede variar de un lugar a otro. Esto conduce al concepto de campo tensorial. En algunas áreas, los campos tensoriales son tan omnipresentes que a menudo se les llama simplemente "tensores".
Tullio Levi-Civita y Gregorio Ricci-Curbastro popularizaron los tensores en 1900, continuando el trabajo anterior de Bernhard Riemann y Elwin Bruno Christoffel y otros, como parte del cálculo diferencial absoluto. El concepto permitió una formulación alternativa de la geometría diferencial intrínseca de una variedad en la forma del tensor de curvatura de Riemann.

## Definición
Aunque aparentemente diferentes, los diversos enfoques para definir tensores describen el mismo concepto geométrico utilizando un lenguaje diferente y en diferentes niveles de abstracción. Por ejemplo, los tensores se definen y analizan para aplicaciones estadísticas y de aprendizaje automático. De ese modo el tensor recibe dimensionalidad. Un tensor de primer rango es de magnitud escalar, por ejemplo, mientras que un tensor de segundo rango se vuelve un vector con una matriz de dos dimensiones. Un n-contra-tensor no es más que un tipo particular de tensor: un tensor contravariante de valencia
{\displaystyle \left[{\begin{array}{c}n\\0\end{array}}\right]}. Para n = 1 tenemos un tensor elemental: un vector columna.

### Como matrices multidimensionales
Un tensor puede representarse como una matriz (potencialmente multidimensional). Así como un vector en un espacio n-dimensional está representado por una matriz unidimensional con n componentes con respecto a una determinada base, cualquier tensor con respecto a una base está representado por una matriz multidimensional. Por ejemplo, un operador lineal se representa sobre una base como una matriz bidimensional cuadrada n × n. Los números en la matriz multidimensional se conocen como los componentes escalares del tensor o simplemente sus componentes. Se indican mediante índices que dan su posición en la matriz, como subíndices y superíndices, siguiendo el nombre simbólico del tensor. Por ejemplo, los componentes de un tensor T de orden 2 podría ser denotado Tij, donde i y j son índices que van de 1 a n, o también por T i
j. El hecho de que un índice se muestre como superíndice o subíndice depende de las propiedades de transformación del tensor, que se describen a continuación. Así, mientras que Tij y T i
j ambos pueden expresarse por matrices de n x n, y están relacionados numéricamente a través de sus índices, la diferencia en sus leyes de transformación indica que sería incorrecto sumarlos. El número total de índices necesarios para identificar cada componente de forma única es igual a la dimensión de la matriz y se denomina orden, grado o rango del tensor. Sin embargo, el término "rango" generalmente tiene otro significado en el contexto de matrices y tensores.
Así como las componentes de un vector cambian cuando cambiamos la base del espacio vectorial, las componentes de un tensor también cambian bajo tal transformación. Cada tipo de tensor viene equipado con una ley de transformación que detalla cómo los componentes del tensor responden a un cambio de base. Los componentes de un vector pueden responder de dos formas distintas a un cambio de base (ver covarianza y contravarianza de vectores ), donde los nuevos vectores base {\displaystyle \mathbf {\hat {e}} _{i}} se expresan en términos de los vectores base antiguos {\displaystyle \mathbf {e} _{j}} como,
{\displaystyle \mathbf {\hat {e}} _{i}=\sum _{j=1}^{n}\mathbf {e} _{j}R_{i}^{j}=\mathbf {e} _{j}R_{i}^{j}.}
Aquí R ji son las entradas de la matriz de cambio de base, y en la expresión más a la derecha se suprimió el signo de suma: este es el convenio de suma de Einstein, el cual se utilizará a lo largo de este artículo. Los componentes vi de un vector columna v se transforman con la inversa de la matriz R,
{\displaystyle {\hat {v}}^{i}=\left(R^{-1}\right)_{j}^{i}v^{j},}
donde el sombrero denota los componentes de la nueva base. Esto se llama ley de transformación contravariante, porque los componentes del vector se transforman por el inverso del cambio de base. En contraste, los componentes, wi, de un covector (o vector fila), w se transforman con la matriz R misma,
{\displaystyle {\hat {w}}_{i}=w_{j}R_{i}^{j}.}
Esto se denomina ley de transformación covariante, porque los componentes del covector se transforman mediante la misma matriz que la matriz de cambio de base. Los componentes de un tensor más general se transforman mediante alguna combinación de transformaciones covariantes y contravariantes, con una ley de transformación para cada índice. Si la matriz de transformación de un índice es la matriz inversa de la transformación base, entonces el índice se llama contravariante y se denota convencionalmente con un índice superior (superíndice). Si la matriz de transformación de un índice es la transformación de base en sí, entonces el índice se llama covariante y se denota con un índice más bajo (subíndice).
Como ejemplo simple, la matriz de un operador lineal con respecto a una base es un arreglo rectangular {\displaystyle T} que se transforma bajo una matriz de cambio de base  {\displaystyle R=\left(R_{i}^{j}\right)} por {\displaystyle {\hat {T}}=R^{-1}TR}. Para las entradas individuales de la matriz, esta ley de transformación tiene la forma {\displaystyle {\hat {T}}_{j'}^{i'}=\left(R^{-1}\right)_{i}^{i'}T_{j}^{i}R_{j'}^{j}} por lo que el tensor correspondiente a la matriz de un operador lineal tiene un índice covariante y uno contravariante: es de tipo (1,1).
Las combinaciones de componentes covariantes y contravariantes con el mismo índice nos permiten expresar invariantes geométricas. Por ejemplo, el hecho de que un vector sea el mismo objeto en diferentes sistemas de coordenadas puede ser capturado por las siguientes ecuaciones, usando las fórmulas definidas anteriormente:
{\displaystyle \mathbf {v} ={\hat {v}}^{i}\,\mathbf {\hat {e}} _{i}=\left(\left(R^{-1}\right)_{j}^{i}{v}^{j}\right)\left(\mathbf {e} _{k}R_{i}^{k}\right)=\left(\left(R^{-1}\right)_{j}^{i}R_{i}^{k}\right){v}^{j}\mathbf {e} _{k}=\delta _{j}^{k}{v}^{j}\mathbf {e} _{k}={v}^{k}\,\mathbf {e} _{k}={v}^{i}\,\mathbf {e} _{i}},
donde {\displaystyle \delta _{j}^{k}} es la delta de Kronecker, que funciona de manera similar a la matriz identidad, y tiene el efecto de renombrar a los índices (j en k en este ejemplo).Esto muestra varias características de la notación de componentes: la capacidad de reorganizar los términos a voluntad (conmutatividad), la necesidad de usar diferentes índices cuando se trabaja con varios objetos en la misma expresión, la capacidad de cambiar el nombre de los índices y la forma en que la contravariante y los tensores covariantes se combinan para que todas las instancias de la matriz de transformación y su inversa se cancelen, de modo que expresiones como {\displaystyle {v}^{i}\,\mathbf {e} _{i}} inmediatamente se puede ver que es geométricamente idéntica en todos los sistemas de coordenadas..
De manera similar, un operador lineal, visto como un objeto geométrico, en realidad no depende de una base: es solo una aplicación lineal que acepta un vector como argumento y produce otro vector. La ley de transformación de cómo la matriz de componentes de un operador lineal cambia con la base es consistente con la ley de transformación para un vector contravariante, de modo que la acción de un operador lineal sobre un vector contravariante se representa en coordenadas como el producto matricial de su respectivas representaciones de coordenadas. Es decir, los componentes {\displaystyle (Tv)^{i}} son dadas por {\displaystyle (Tv)^{i}=T_{j}^{i}v^{j}}. Estos componentes se transforman de forma contravariante, ya que
{\displaystyle \left({\widehat {Tv}}\right)^{i'}={\hat {T}}_{j'}^{i'}{\hat {v}}^{j'}=\left[\left(R^{-1}\right)_{i}^{i'}T_{j}^{i}R_{j'}^{j}\right]\left[\left(R^{-1}\right)_{j}^{j'}v^{j}\right]=\left(R^{-1}\right)_{i}^{i'}(Tv)^{i}.}
La ley de transformación para un tensor de orden p + q con p índices contravariantes y  q índices covariantes queda expresada como,
{\displaystyle {\hat {T}}_{j'_{1},\ldots ,j'_{q}}^{i'_{1},\ldots ,i'_{p}}=\left(R^{-1}\right)_{i_{1}}^{i'_{1}}\cdots \left(R^{-1}\right)_{i_{p}}^{i'_{p}}} {\displaystyle T_{j_{1},\ldots ,j_{q}}^{i_{1},\ldots ,i_{p}}} {\displaystyle R_{j'_{1}}^{j_{1}}\cdots R_{j'_{q}}^{j_{q}}.}
Aquí, los índices con comilla denotan componentes en las nuevas coordenadas, y los índices sin comilla denotan las componentes en las coordenadas antiguas. Se dice que tal tensor es de orden o tipo (p, q). Los términos "orden", "tipo", "rango", "valencia" y "grado" se utilizan a veces para el mismo concepto. Aquí, el término "orden" u "orden total" se utilizará para la dimensión total de la matriz (o su generalización en otras definiciones), p + q en el ejemplo anterior, y el término "tipo" para el par que da el número de índices contravariantes y covariantes. Un tensor de tipo (p, q) también es denominado un tensor (p, q) en forma abreviada.

### Como aplicaciones multilineales
Una desventaja de la definición de un tensor utilizando el enfoque de matriz multidimensional es que no es evidente a partir de la definición que el objeto definido sea de hecho independiente de la base, como se espera de un objeto intrínsecamente geométrico. Aunque es posible demostrar que las leyes de transformación de hecho garantizan la independencia de la base, a veces se prefiere una definición más intrínseca. Un enfoque que es común en la geometría diferencial es definir tensores en relación con un espacio vectorial fijo (de dimensión finita) V, que generalmente se considera un espacio vectorial particular de algún significado geométrico como el espacio tangente a una variedad. En este enfoque, un tipo de tensor T (p, q) se define como una aplicación multilineal,
{\displaystyle T:\underbrace {V^{*}\times \dots \times V^{*}} _{p{\text{ copias}}}\times \underbrace {V\times \dots \times V} _{q{\text{ copias}}}\rightarrow \mathbf {R} ,}
donde V∗ es el correspondiente espacio dual de covectores, que es lineal en cada uno de sus argumentos. Lo anterior supone que V es un espacio vectorial sobre los números reales, ℝ. De manera más general, V se puede tomar sobre cualquier campo F (por ejemplo los números complejos), con F reemplazando a ℝ como el codominio de las aplicaciones multilineales.
Aplicando una aplicación multilineal T del tipo (p, q) a una base {ej} paraV y una cobasis canónica {εi} para V∗,
{\displaystyle T_{j_{1}\dots j_{q}}^{i_{1}\dots i_{p}}\equiv T\left({\boldsymbol {\varepsilon }}^{i_{1}},\ldots ,{\boldsymbol {\varepsilon }}^{i_{p}},\mathbf {e} _{j_{1}},\ldots ,\mathbf {e} _{j_{q}}\right),}
se obtiene un arreglo (p + q)-dimensional de componentes. Una elección diferente de base producirá componentes diferentes. Pero, debido a que T es lineal en todos sus argumentos, los componentes satisfacen la ley de transformación del tensor utilizada en la definición de matriz multilineal. La matriz multidimensional de componentes de T por lo tanto forma un tensor de acuerdo con esa definición. Además, tal matriz se puede realizar como los componentes de alguna aplicación T multilineal. Esto motiva a ver las aplicaciones multilineales como los objetos intrínsecos subyacentes a los tensores.
En la visualización de un tensor como una aplicación multilineal, es convencional para identificar la doble dual V ** del espacio vectorial V, es decir, el espacio de funcionales lineales en el espacio dual vector V *, con el espacio vectorial V. Siempre hay una aplicación lineal natural de V a su doble dual, dada mediante la evaluación de una forma lineal en V * en contra de un vector en V. Esta aplicación lineal es un isomorfismo en dimensiones finitas y, a menudo, es conveniente identificar V con su doble dual.

### Usando productos tensoriales
Para algunas aplicaciones matemáticas, a veces es útil un enfoque más abstracto. Esto se puede lograr definiendo tensores en términos de elementos de productos tensoriales de espacios vectoriales, que a su vez se definen mediante una propiedad universal. Un tensor de tipo ( p, q ) se define en este contexto como un elemento del producto tensorial de espacios vectoriales,
{\displaystyle T\in \underbrace {V\otimes \dots \otimes V} _{p{\text{ copias}}}\otimes \underbrace {V^{*}\otimes \dots \otimes V^{*}} _{q{\text{ copias}}}.}
Una base vi de V y la base wj de W naturalmente induce una base vi ⊗ wj del producto de tensores V ⊗ W. Los componentes de un tensor T son los coeficientes del tensor con respecto a la base obtenida de una base {ei} para V y su base dual {ε j}, o sea.
{\displaystyle T=T_{j_{1}\dots j_{q}}^{i_{1}\dots i_{p}}\;\mathbf {e} _{i_{1}}\otimes \cdots \otimes \mathbf {e} _{i_{p}}\otimes {\boldsymbol {\varepsilon }}^{j_{1}}\otimes \cdots \otimes {\boldsymbol {\varepsilon }}^{j_{q}}.}
Usando las propiedades del producto tensorial, se puede demostrar que estos componentes satisfacen la ley de transformación para un tensor de tipo (p, q). Por otra parte, la propiedad universal del producto tensorial da una correspondencia 1-a-1 entre tensores definidos de esta manera y tensores definidos como funciones multilineales.
Esta correspondencia 1 a 1 se puede archivar de la siguiente manera, porque en el caso de dimensión finita existe un isomorfismo canónico entre un espacio vectorial y su doble dual:
{\displaystyle U\otimes V\cong \left(U^{**}\right)\otimes \left(V^{**}\right)\cong \left(U^{*}\otimes V^{*}\right)^{*}\cong \operatorname {Hom} ^{2}\left(U^{*}\times V^{*};\mathbb {F} \right)}
La última línea usa la propiedad universal del producto tensorial, que existe una correspondencia de 1 a 1 entre las aplicaciones de {\displaystyle \operatorname {Hom} ^{2}\left(U^{*}\times V^{*};\mathbb {F} \right)} y {\displaystyle \operatorname {Hom} \left(U^{*}\otimes V^{*};\mathbb {F} \right)}.
Los productos tensoriales se pueden definir con gran generalidad, por ejemplo, que involucran módulos arbitrarios sobre un anillo. En principio, se podría definir un "tensor" simplemente como un elemento de cualquier producto tensorial. Sin embargo, la literatura matemática generalmente reserva el término tensor para un elemento de un producto tensorial de cualquier número de copias de un solo espacio vectorial V y su dual, como se indicó anteriormente.

### Tensores en infinitas dimensiones
Esta discusión de los tensores hasta ahora asume una dimensionalidad finita de los espacios involucrados, donde los espacios de los tensores obtenidos por cada una de estas construcciones son naturalmente isomórficos. Las construcciones de espacios de tensores basadas en el producto tensorial y las aplicaciones multilineales se pueden generalizar, esencialmente sin modificación, a haces de vectores o poleas coherentes. Para espacios vectoriales de dimensión infinita, las topologías inequivalentes conducen a nociones inequivalentes de tensor, y estos diversos isomorfismos pueden o no ser válidos dependiendo de lo que se signifique exactamente por un tensor (ver producto de tensor topológico). En algunas aplicaciones, es el producto tensorial de los espacios de Hilbert, es decir, cuyas propiedades son las más similares al caso de dimensión finita. Una visión más moderna es que es la estructura de los tensores como una categoría monoidal simétrica la que codifica sus propiedades más importantes, en lugar de los modelos específicos de esas categorías.

### Campos tensoriales
En muchas aplicaciones, especialmente en geometría diferencial y física, es natural considerar un tensor con componentes que son funciones del punto en un espacio. Este fue el escenario de la obra original de Ricci. En la terminología matemática moderna, tal objeto se denomina campo tensor, a menudo denominado simplemente tensor.
En este contexto, a menudo se elige una base de coordenadas para el espacio vectorial tangente. La ley de transformación puede entonces expresarse en términos de derivadas parciales de las funciones de coordenadas,
{\displaystyle {\bar {x}}^{i}\left(x^{1},\ldots ,x^{n}\right),}
definir una transformación de coordenadas,
{\displaystyle {\hat {T}}_{j'_{1}\dots j'_{q}}^{i'_{1}\dots i'_{p}}\left({\bar {x}}^{1},\ldots ,{\bar {x}}^{n}\right)={\frac {\partial {\bar {x}}^{i'_{1}}}{\partial x^{i_{1}}}}\cdots {\frac {\partial {\bar {x}}^{i'_{p}}}{\partial x^{i_{p}}}}{\frac {\partial x^{j_{1}}}{\partial {\bar {x}}^{j'_{1}}}}\cdots {\frac {\partial x^{j_{q}}}{\partial {\bar {x}}^{j'_{q}}}}T_{j_{1}\dots j_{q}}^{i_{1}\dots i_{p}}\left(x^{1},\ldots ,x^{n}\right).}

## Aplicaciones
Una aplicación de los tensores es la biblioteca TensorFlow desarrollada por Google en 2015. Esta biblioteca está diseñada para construir y entrenar redes neuronales donde los nodos son ecuaciones matemáticas y las aristas son tensores. Entonces, en estas redes neuronales se realizan operaciones matemáticas sobre tensores o arreglos multidimensionales.
El uso de TensorFlow está principalmente dirigido a las redes neuronales de tipo Deep Learning donde se tienen múltiples capas escondidas de operaciones intermedias antes de entregar una salida, para lo cual Google sigue siendo una de las principales empresas que hacen uso de la tecnología. También es de notar que TensorFlow es más eficiente en máquinas de tipo clúster, donde un nodo maestro reparte el cálculo correspondiente al TensorFlow entre varias máquinas, de tal forma que el cálculo sea más eficiente y rápido; esto es conocido como TensorFlow distribuido.

## Cuadro sinóptico temático
| TENSORES |

| En matemáticas | • Sistema de coordenadas • Geometría diferencial • Álgebra diádica • Geometría euclidiana • Forma diferencial • Álgebra multilineal • Álgebra tensorial • Cálculo tensorial |

| En física e ingeniería | • Visión artificial • Mecánica de medios continuos • Electromagnetismo • Relatividad general • Fenómenos de transporte |

| Notación | • Notación de índices abstracta • Convenio de suma de Einstein • Índice (matemática) • Notación multi-índice • Notación gráfica de Penrose • Cálculo tensorial • Tétrada (notación indexada) • Notación de Van der Waerden • Notación Voigt |

| Definiciones | • Tensor (definición intrínseca) • Espacio tensorial • Campo tensorial • Densidad tensorial • Tensores en coordenadas curvilíneas • Tensor mixto • Tensor antisimétrico • Tensor simétrico • Operador tensorial • Haz tensorial • Tensor de dos puntos |

| Operaciones | • Derivada covariante • Derivada covariante exterior • Derivada exterior • Producto exterior • Dual de Hodge • Derivada de Lie • Ley de subir o bajar índices (tensores) • Simetrización • Contracción tensorial • Producto tensorial • Matriz transpuesta (tensores de 2º orden) |

| Temas relacionados | • Conexión afín • Bases • Formalismo de Cartan • Forma de conexión • Covarianza y contravarianza • Forma diferencial • Dimensión • Forma diferencial • Fibrado • Línea geodésica • Desviación geodésica • Conexión de Levi-Civita • Aplicación lineal • Variedad (matemáticas) • Matrix • Multivector • Seudotensor • Espinor • Vector • Espacio vectorial |

| Tensores notables en matemáticas | • Delta de Kronecker • Símbolo de Levi-Civita • Tensor cartesiano • Tensor métrico • Tensor métrico inverso • Tensor de no metricidad • Tensor de Ricci • Tensor de curvatura • Tensor de torsión • Tensor de Weyl |

| Tensores notables en física e ingeniería | • Momento de inercia • Momento angular • Impedancia mecánica • Tensor de espín • Tensor de tensión • Tensor de constantes elásticas • Tensor de densidad de flujo de impulsión • Tensor de energía-impulso • Tensor de campo electromagnético • Tensor de intensidad de campo de gluones • Tensor métrico (relatividad general) • Tensor de Maxwell • Tensor de Einstein • Tensor de Bel-Robinson • Tensor de Killing • Tensor de Killing-Yano |

| Matemáticos notables | • Élie Cartan • Augustin Louis Cauchy • Elwin Bruno Christoffel • Albert Einstein • Leonhard Euler • Carl Friedrich Gauss • Hermann Grassmann • Tullio Levi-Civita • Gregorio Ricci-Curbastro • Bernhard Riemann • Jan Arnoldus Schouten • Woldemar Voigt • Hermann Weyl |

| Terminología | • Glosario de la teoría de tensores |